# Barry Wilmore
Barry Eugene "Butch" Wilmore est un astronaute américain né le 29 décembre 1962 à Murfreesboro dans le Tennessee.

## Biographie
Il étudie en ingénierie électrique à l'université technologique du Tennessee, et obtient un Bachelor of Sciences, puis un master en 1985. Il étudie également en sciences des systèmes aéronautiques et obtient un autre master.
Il a été membre et capitaine de l'équipe de football américain de l'université technologique du Tennessee.

## Carrière militaire
Wilmore a plus de 6 200 heures de vol et 663 atterrissages sur porte-avions, tous à bord d'avions à réaction tactiques, et il est diplômé de l'école des pilotes d'essai de la marine américaine (USNTPS).
En tant qu'officier et pilote de la marine, Wilmore a effectué quatre déploiements opérationnels, pilotant des LTV A-7 Corsair II et des F/A-18 depuis les porte-avions USS Forrestal (CV-59), USS John F. Kennedy (CV-67), USS Enterprise (CVN-65) et USS Dwight D. Eisenhower (CVN-69). Il a effectué des missions à l'appui des opérations Bouclier du désert, Tempête du désert et Vigie méridionale dans le ciel irakien, ainsi que des missions au-dessus de la Bosnie à l'appui des intérêts des États-Unis et de l'OTAN. Wilmore a accompli avec succès 21 missions de combat pendant l'opération Tempête du désert, à partir de l'USS John F. Kennedy. Le dernier déploiement opérationnel de Wilmore a eu lieu à bord de l'USS Dwight D. Eisenhower avec les "Blue Blasters" du Strike Fighter Squadron 34 (VFA-34), un escadron de F/A-18 basé à la Naval Air Station Oceana, en Virginie.
En tant que pilote d'essai de la marine, Wilmore a participé à tous les aspects du développement initial de l'avion d'entraînement à réaction BAe Hawk T-45, y compris la certification initiale d'atterrissage sur porte-avions et les essais en vol à angle d'attaque élevé. Il a également travaillé à l'école des pilotes d'essai de la marine américaine en tant qu'instructeur de systèmes et d'aéronefs à voilure fixe pour les essais en vol. Avant d'être sélectionné par la NASA, Wilmore a été détaché auprès de l'armée de l'air en tant qu'instructeur de pilote d'essai à l'école évoquée précédemment, sur la base aérienne d'Edwards, en Californie.

## Carrière à la NASA
Wilmore a été sélectionné comme pilote par la NASA en juillet 2000 et a commencé à s'entrainer en août 2000. Après deux ans d'entraînement et d'évaluation, Wilmore s'est vu confier des tâches techniques, représentant le Bureau des astronautes sur toutes les questions relatives aux systèmes de propulsion de la navette spatiale. Il a également fait partie de l'équipe de soutien aux astronautes en mission au Centre spatial Kennedy, en Floride, pour appuyer les opérations de lancement et d'atterrissage.

### STS-129
Il réalise son premier vol en novembre 2009 comme pilote avec la mission de navette STS-129 vers l'ISS.

### Séjour de longue durée sur l'ISS
Il est parti vers la Station spatiale internationale le 25 septembre 2014 à bord du vaisseau Soyouz TMA-14M et a participé aux expéditions 41 et 42 de l'ISS. Barry Wilmore est par ailleurs commandant de l'expédition 42. Il est revenu sur Terre le 12 mars 2015. Pendant cette mission, il effectue 3 sorties extravéhiculaires (EVA) avec Terry Virts, pour installer les nouveaux adaptateurs d'amarrage internationaux (IDA) aux futurs vaisseaux spatiaux commerciaux américains. En outre, il a effectué une sortie dans l'espace avec son collègue Reid Wiseman pour remplacer un régulateur de tension défectueux.
Au cours de cette mission, une imprimante 3D a été utilisé pour la première fois en orbite. Celle-ci, conçue et fabriquée par Made In Space, Inc. a été utilisée pour imprimer un outil à partir d'un fichier de conception transmis du sol à l'imprimante. Il s'agissait d'une clé à cliquet dont Wilmore avait besoin et qui aurait dû être livrée lors de la prochaine mission de ravitaillement en provenance de la Terre. La clé a ensuite été renvoyée au sol pour être analysée et testée, tout comme les autres pièces imprimées dans l'espace.

### Starliner
Barry Wilmore a été assigné au poste de commandant de Boe-CFT, la première mission de la capsule Starliner de Boeing, d'abord comme doublure puis comme membre de l'équipage principal, à la suite du retrait de Christopher Ferguson. Le 16 juin 2022, la NASA a confirmé que le CFT serait un essai en vol à deux personnes, Wilmore et Sunita Williams.
Leur séjour dans l'ISS a dû être prolongé en raison de problèmes sur les propulseurs de la capsule Starliner.

## Galerie

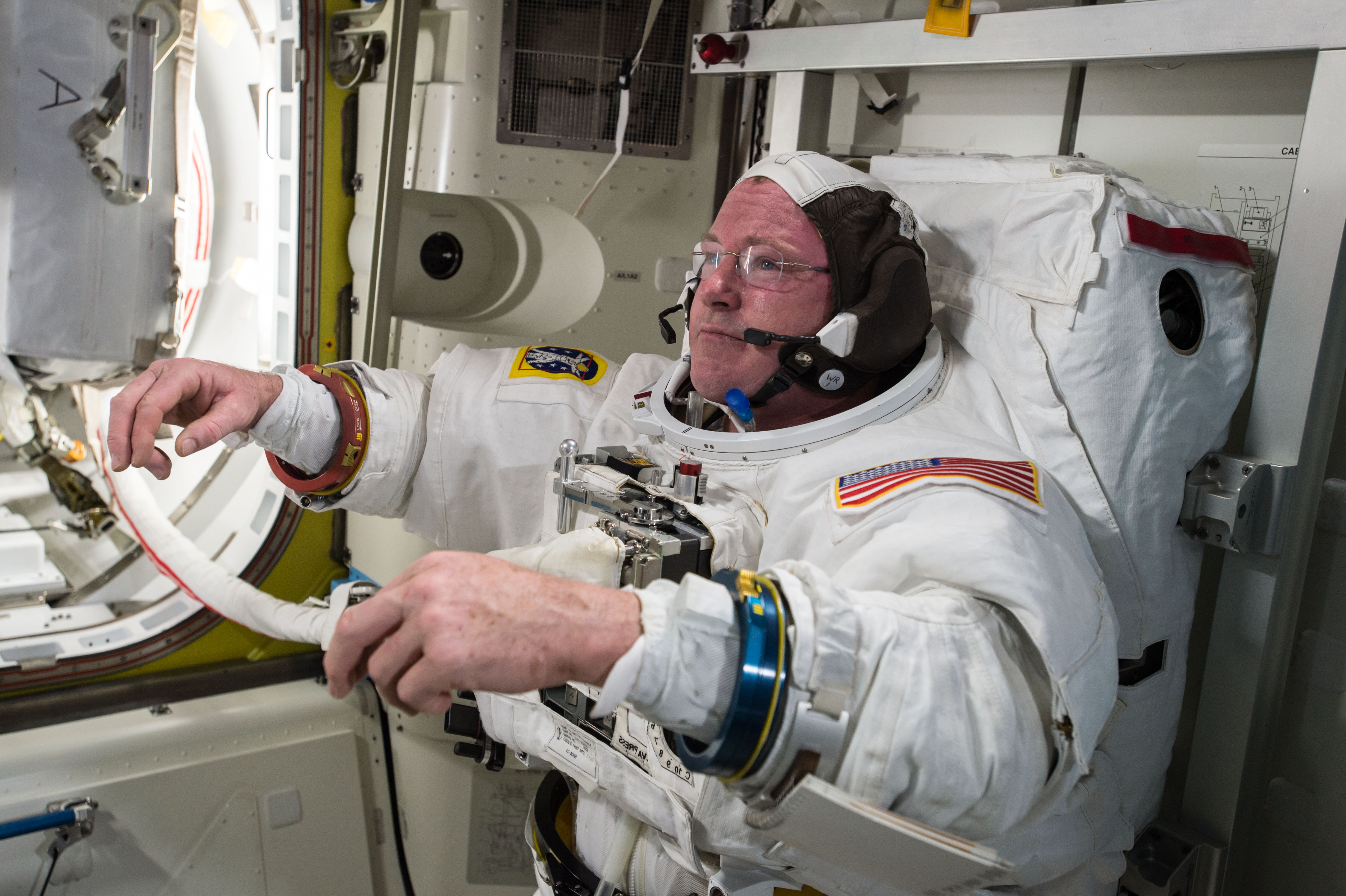
Pendant l'expédition 42, Barry Wilmore prépare sa combinaison pour sortir dans l'espace.
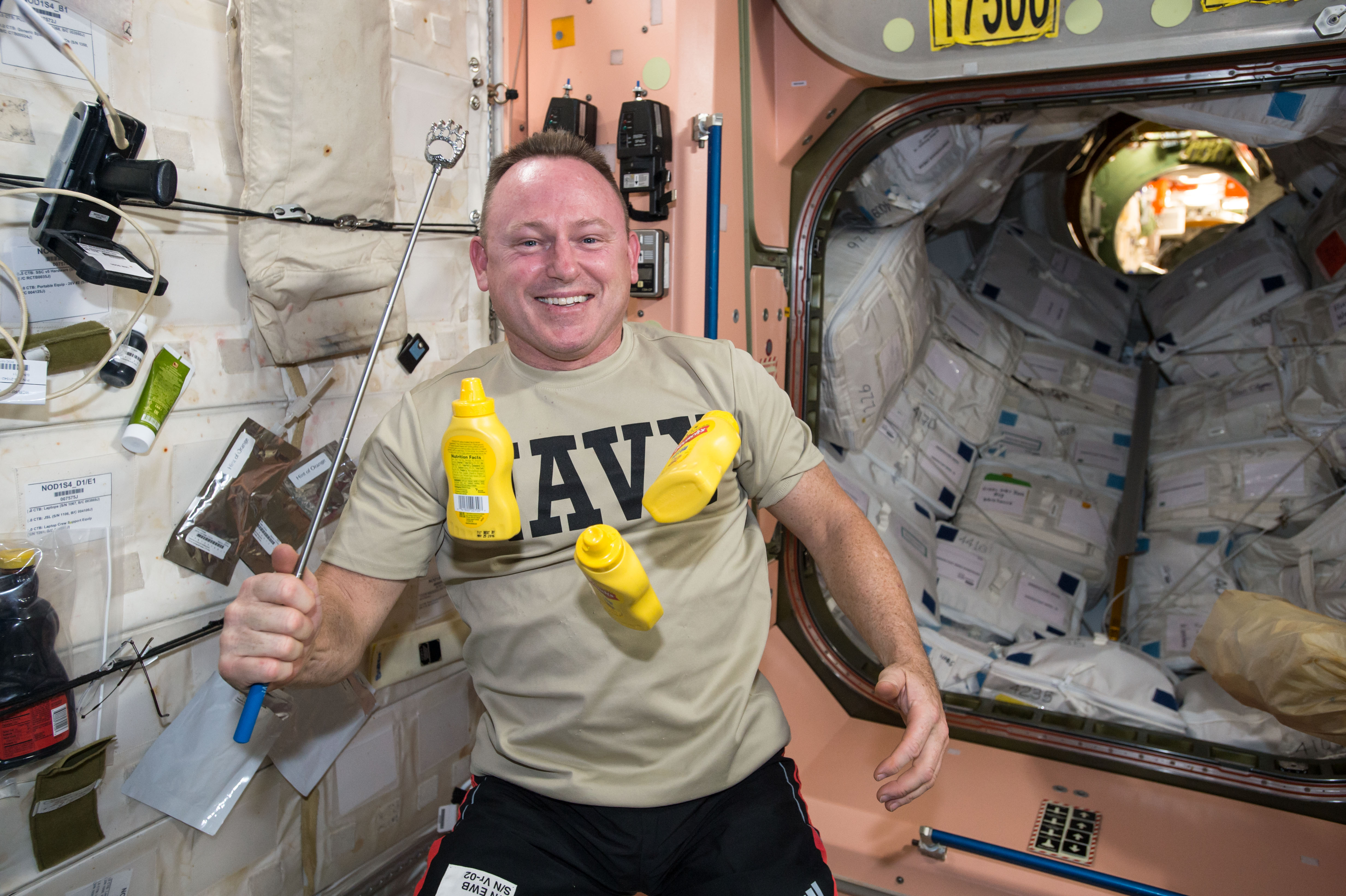
Barry Wilmore jongle ici avec des bouteilles dans le module Unity de l'ISS lors de sa deuxième mission.

### Ministère
Il est ancien à l’église baptiste Providence de Pasadena (Texas) .